# MTV Headbangers Ball
『MTV Headbangers Ball』（エムティービー・ヘッドバンガーズ・ボール）は、アメリカ合衆国で放送されているヘヴィメタル専門の音楽番組。内容は、ヘヴィメタルバンドのミュージック・ビデオやバンドのインタビューなどによって構成されている。
1987年4月18日にケーブルテレビのMTVで始まり、2003年からはMTV2で放送されている。現在では日本のMTVジャパンでも毎週月曜 24時 - 25時 (JST) に放送されているが、このチャンネルで毎週放送されているのは日本版であり、アメリカのオリジナルバージョンは月に1度だけ放送されている2時間番組である。